# Perrigny-sur-Armançon
Perrigny-sur-Armançon – miejscowość i gmina we Francji, w regionie Burgundia-Franche-Comté, w departamencie Yonne.
Według danych na rok 1990 gminę zamieszkiwały 104 osoby, a gęstość zaludnienia wynosiła 7 osób/km² (wśród 2044 gmin Burgundii Perrigny-sur-Armançon plasuje się na 806. miejscu pod względem liczby ludności, natomiast pod względem powierzchni na miejscu 652.).